# Закат 99.1
«Закат 99.1» — трэп-группа и творческое объединение, основанное в 2015 году в Москве и просуществовавшая до 2017 года. Одним из основателей объединения является хип-хоп исполнитель Lizer.

## История
Группа Закат 99.1 образовалась в декабре 2015 года, когда Lizer и Guerlain стали выкладывать свои первые работы в соцсети, позже они стали набирать битмейкеров, других участников.
В 2016 году, после выхода дебютного микстейпа Frozen Lizer’а, по его приглашению к ним присоединились рэперы Flesh и Thrill Pill. В июне выпускается клип в жанре кибер-рэп High Technologies, в котором снялись все участники группы. Гостевым участником клипа стал Krestall Courier.
В январе 2017 года из объединения скандально уходит участник Thrill Pill. В августе Flesh и Lizer выпускают альбом False Mirror, где заглавный трек становится их основным хитом. Концертный тур в поддержку альбома прошёл в сентябре, октябре и в ноябре того же года. В начале ноября, из-за занятости Lizer’а и Flesh’а в сольных проектах, коллектив распался.

## Полный состав

### Основные участники

#### Исполнители
- Lizer — исполнитель
- Thrill Pill — исполнитель
- Flesh — исполнитель, звукорежиссёр, видеосъёмка, сведение
- Guerlain — исполнитель

#### Продюсеры
- SKB — продюсер, звукорежиссёр, сведение
- Lunar Vision — продюсер, обложки
- Versace Tearz — продюсер
- Ocean B — продюсер
- Monta — продюсер
- Eurt Apatea — продюсер
- OD Slash — продюсер
- Hazzey — продюсер
- RedLightMuzik — продюсер
- XO-5 — продюсер
- sleepyharakiri — продюсер
- Young Royce — продюсер
- Blacktape — продюсер
- Yung Meep — продюсер, обложки
- Flash Youngin — сведение

#### Дизайнеры
- Why Hussein
- Skin And Bones
- Shulya

#### Прочие
- Gwai — фотограф, видеосъёмка, монтаж

### Сессионные участники
- Face — исполнитель
- Plohoyparen — исполнитель
- Lildrughill — исполнитель, обложки

## Дискография
| Оценки критиков | Оценки критиков |
| Источник        | Оценка          |
| --------------- | --------------- |
| Афиша           | [ 16 ]          |

Студийные альбомы
- So Web (2016)
- Audiopunk (2016)
- Depleted  (2016)
- Damn Garden (2017)
- Audiopunk 2: Welcome to the exhibition (2017)
- The only way to die (2017)
- False Mirror (2017)

Мини-альбомы
- Sci-Fi (2016)
- BareWireAroundMe (2016)
- Contaminated (2017)
- «Одиссея» (2017)

Микстейпы
- Frozen (2016)

## Видеография
- 2016 — Flesh, Lizer, Thrill Pill, Krestall / Courier — «High Technologies» (удалён)
- 2016 — Flesh, Lizer — «Cyber Bastards» (удалён)
- 2016 — Flesh, Lizer — «Eco Futurism»
- 2017 — Flesh — «Creator»
- 2017 — Flesh, Lizer — «Power Bank»
- 2017 — Flesh, Lizer — «False Mirror»

## Чарты
| Песня                        | Чарт (2018)              | Поз. | Ист.   |
| СНГ                          | СНГ                      | СНГ  | СНГ    |
| ---------------------------- | ------------------------ | ---- | ------ |
| Flesh & Lizer — False Mirror | Top Radio & YouTube Hits | 95   | [ 14 ] |

## Концертные туры
- 2016 — «High Technologies Tour»
- 2017 — «Creative Juices Tour»
- 2017 — «False Mirror Tour»